# Religión y esquizofrenia
La relación entre la religión y la esquizofrenia es de particular interés para los psiquiatras debido a las similitudes entre experiencias religiosas y episodios psicóticos. Las experiencias religiosas suelen implicar alucinaciones auditivas y visuales y las personas con esquizofrenia comúnmente informan de que sufren alucinaciones similares, junto con una variedad de creencias que son reconocidas por los médicos modernos como delirantes. En general, se ha descubierto que la religión tiene un efecto protector y de aumento de riesgo de la esquizofrenia.
Una característica común en los pacientes de esquizofrenia es un tipo de creencia religiosa que muchos médicos consideran delirante, como la creencia de que son seres divinos o profetas, que Dios les está hablando, que están poseídos por demonios, etc.
Las habilidades de adaptación activa en sujetos con esquizofrenia residual se asocian con un sistema de creencias espirituales, religiosas o personales. En un estudio de pacientes con esquizofrenia, que habían sido admitidos previamente en el hospital, el 24% tenía como se conoce en el campo médico, delirios religiosos.
Los estudios transculturales han encontrado que tales creencias religiosas, que a menudo no están asociadas con la realidad, son mucho más comunes en los pacientes con esquizofrenia que se identifican como cristianos o que residen en áreas predominantemente cristianas como Europa o América del Norte. En comparación, los pacientes en Japón tienen más comúnmente delirios en torno a asuntos de vergüenza y calumnia, y en Pakistán asuntos de paranoia con respecto a parientes y vecinos.

## Fondo
La esquizofrenia es una compleja enfermedad mental y que se caracteriza por el embotamiento emocional, deterioro intelectual, aislamiento social, discurso y comportamiento desorganizados, delirios y alucinaciones. Las causas de la esquizofrenia no están claras, pero parece que la genética desempeña un importante papel, ya que los individuos con antecedentes familiares son mucho más propensos a sufrir de esquizofrenia. El trastorno puede ser desencadenado y exarcebado por factores sociales y ambientales, con episodios cada vez más aparentes en periodos de estrés alto. Los síntomas suelen aparecer alrededor de la edad adulta temprana. Es raro que un niño sea diagnosticado de esquizofrenia, en parte debido a la dificultad de establecer qué pensamientos y creencias erróneas pueden atribuirse al desarrollo infantil y qué pensamientos y creencias pueden atribuirse a la esquizofrenia. Con la medicación psiquiátrica y la terapia adecuada, los individuos con esquizofrenia pueden vivir vidas productivas.

## Papel de la religión en el tratamiento de la esquizofrenia
Se ha encontrado en diversos estudios que los que sufren de esquizofrenia tienen diversos grados de éxito cuando la religión juega un papel significativo en su recuperación. Parece que el uso de la religión puede ser un método útil para hacer frente al trastorno, o puede ser un obstáculo significativo en la recuperación. La religión, dependiendo de cómo la vea el paciente, puede ser paralizante y bastante dañina, en algunos casos el paciente puede rechazar el tratamiento debido a sus creencias religiosas. En ciertos casos, uno podría creer que sus delirios y alucinaciones, son en realidad una experiencia divina y por lo tanto negar cualquier necesidad de tratamiento. Por otro lado, la religión también puede ser una herramienta muy valiosa para hacer frente al trastorno, especialmente en aquellos que son muy activos en una comunidad religiosa. Siempre que un terapeuta esté abierto al uso de la religión en el tratamiento contra la enfermedad, es posible vincular a la religión con ayudas terapéuticas profesionales y medicamentos con el fin de alcanzar una meta deseable.

## La religión como desencadenante de la esquizofrenia
La esquizofrenia puede ser desencadenada por una variedad de factores ambientales, incluyendo estrés significativo, situaciones intensamente emocionales y experiencias inquietantes o incómodas. Es posible que la propia religión pueda ser un desencadenante de la esquizofrenia.  La imaginería religiosa es a menudo muy grandiosa y desafía las creencias comunes de lo que es realista y natural en el mundo. Experimentar una experiencia religiosa intensa puede desencadenar un episodio psicótico en aquellos que son vulnerables a ello, porque la religión a menudo requiere que el creyente suspenda su idea habitual de lo que es posible e imposible. Esto podría conducir a un episodio psicótico debido al cambio en el pensamiento realista; un enfermo puede creer que él mismo es una deidad religiosa o mesías, o que Dios está hablando con él mismo. Se ha demostrado que aquellos con esquizofrenia que sufren de delirios religiosos son más religiosos que aquellos que no sufren de estos delirios. También se ha descubierto que aquellos que sufren de delirios religiosos son menos propensos a continuar el tratamiento a largo plazo.
Durante los siglos XIX y XX se ha venido apuntando la posibilidad de que el creciente proceso de occidentalización haya conducido a una mayor incidencia de la esquizofrenia en las distintas sociedades, fenómeno ya abordado por el propio Kraepelin en 1917. Algunos antropólogos han observado que dicha enfermedad no se manifiesta por igual en todas las culturas, y que grupos sociales todavía no aculturados de Nueva Guinea no mostraban rastro de patologías mentales severas. Investigadores como Roland Littlewood y Simon Dein del University College de Londres han propuesto que la expansión del cristianismo monoteísta dentro y fuera de Occidente, junto al consiguiente desarrollo de una conciencia autorreflexiva y un permanente escrutinio de nuestras acciones, ha facilitado la proliferación de procesos psicóticos y de esquizofrenia. Tales patologías podrían haber sido provocadas por seis nuevas ideas adoptadas por el cristianismo: la existencia de un dios omnisciente, un yo situado fuera del contexto natural, una teoría de la agencia ambigua, recelo hacia los datos sensoriales inmediatos, el examen del yo y su transformación a raíz de la conversión. Estos procesos conducirían a un progresivo alejamiento de la experiencia inmediata del mundo. Los sujetos, por contra, tenderían a centrarse en el examen de la conciencia, otorgando importancia a aspectos ocultos e inmateriales presididos por una entidad siempre presente y omnisciente. Esto desemboca, según estos autores, en un extrañamiento de la realidad y una dificultad en gestionar este cambio de mentalidad, lo que facilitaría la aparición de la esquizofrenia.